# Fantic Motor
Fantic Motor ist ein italienischer Hersteller von Motorrädern.

## Geschichte

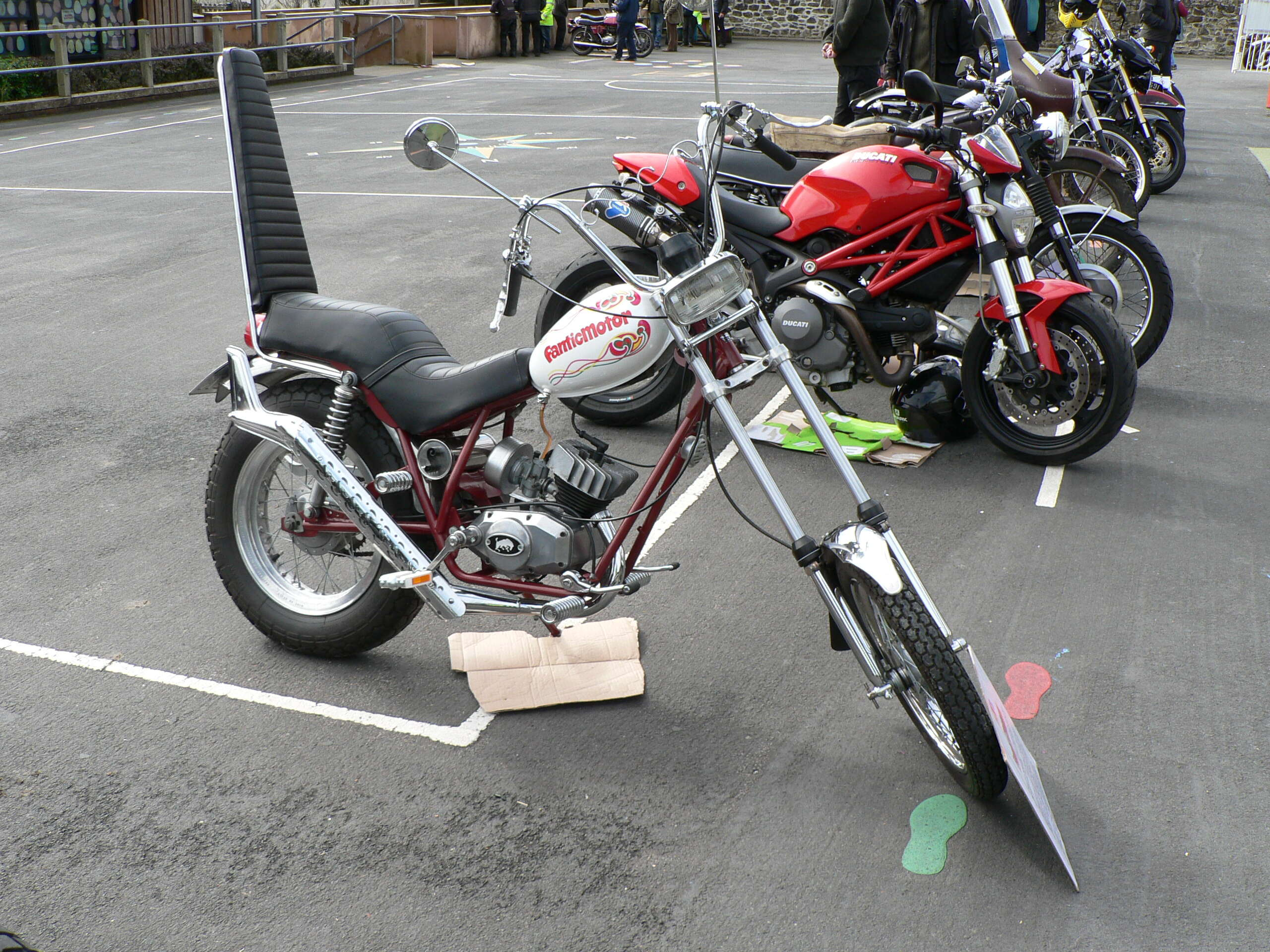
Fantic Chopper von 1972

Fantic Motor wurde in Barzago bei Como, Italien, von Henry Keppel Hesselink und Mario Agrati (einem Sohn des Gründers der Agrati S.p.A.) gegründet. Das Unternehmen begann mit der Produktion von kleinen Motorrädern und Mopeds. In den 1970er Jahren erlangte Fantic Motor große Bekanntheit im Motocross-Bereich, insbesondere durch die Einführung des Modells Fantic Motor Caballero, das sich mit 50 cm³ Hubraum als sehr erfolgreich erwies. In den 1980er Jahren erweiterte Fantic sein Sortiment und stellte verschiedene Modelle für unterschiedliche Segmente her, darunter Enduro- und Trial-Motorräder. Die Marke gewann zahlreiche Wettbewerbe.

### Schwierigkeiten in den 1990er Jahren
In den 1990er Jahren hatte Fantic Motor mit finanziellen Schwierigkeiten zu kämpfen, was zu einem Rückgang der Produktion führte. Das Unternehmen wechselte mehrmals die Eigentümer und versuchte, sich auf dem Markt neu zu positionieren.

### Wiederbelebung (2000er Jahre bis heute)

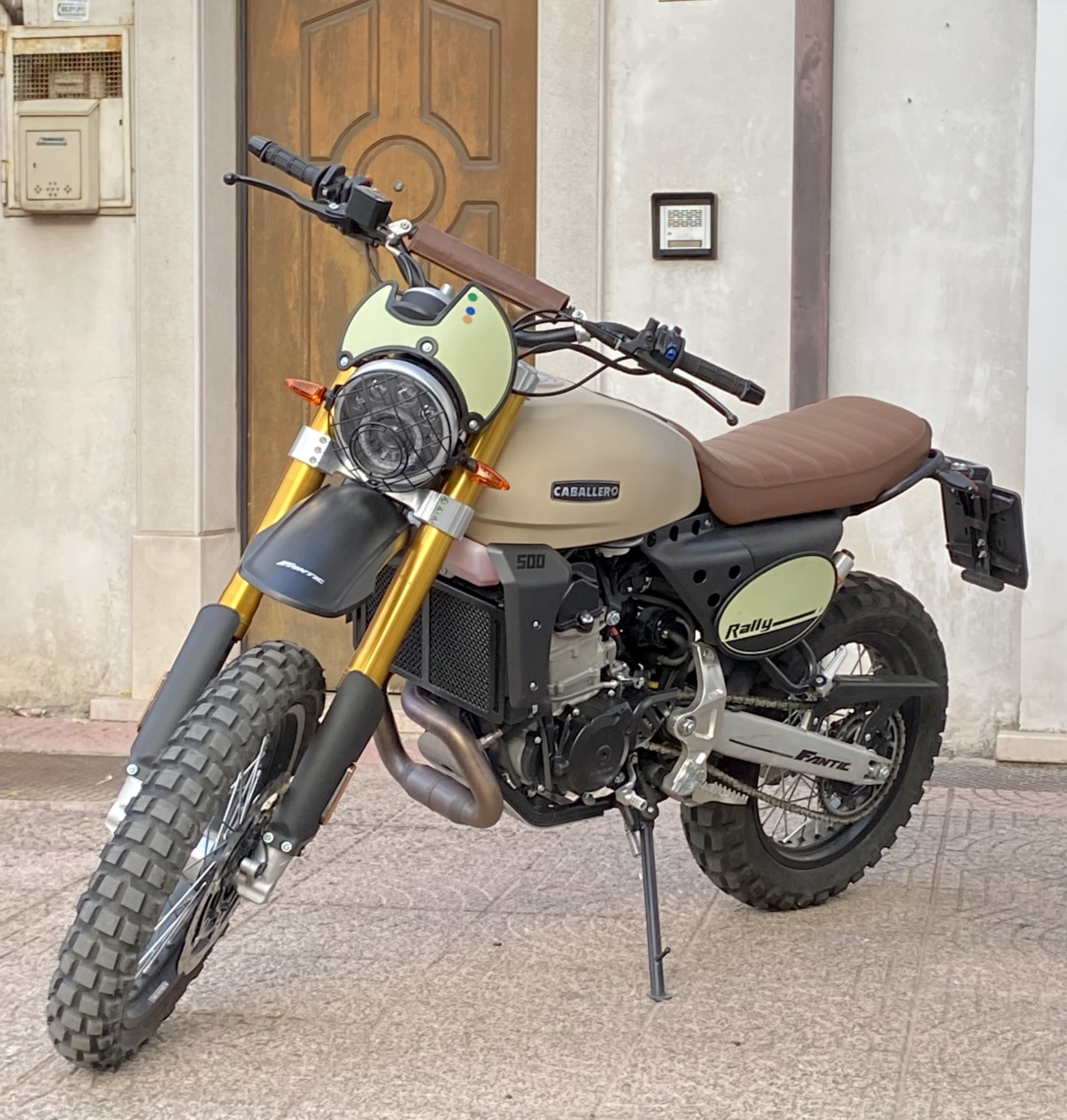
Fantic Caballero 500 Rally von 2022

2014 wurde Fantic Motor von einer Gruppe von Investoren unter dem Namen VeNetWork übernommen, die versuchten, das Unternehmen neu zu positionieren und wieder auf Kurs zu bringen. In den letzten Jahren erlebte Fantic Motor eine Wiederbelebung. Das Unternehmen entwickelte neue Modelle, darunter E-Bikes und moderne Offroad-Motorräder. Im Oktober 2020 übernahm Fantic Motor den Motorenhersteller Motori Minarelli.

## Geschäftsbereiche

### Motorradmodelle
Folgende Modelle werden aktuell von Fantic Motor im europäischen Raum produziert:

#### Motocross
Einzylinder-Zweitaktmotor:
- XX 125 (125 cm³)
- XX 250 (249 cm³)

Einzylinder-Viertaktmotoren:
- XXF 250 (250 cm³)
- XXF 450 (450 cm³)

#### Enduro
flüssiggekühlte Einzylinder-Zweitaktmotoren:
- XE 125 (125 cm³)
- XE 300 (292,9 cm³)

flüssiggekühlte Einzylinder-Viertaktmotoren:
- XEF 250 (250 cm³)
- XEF 310 (304 cm³)
- XEF 450 (450 cm³)

#### Trial
flüssiggekühlte Einzylinder-Zweitaktmotoren:
- XE 50 Performance (48,9 cm³)
- XE 50 Competition (48,9 cm³)

flüssiggekühlte Einzylinder-Viertaktmotoren:
- XEF 125 Performance (124,66 cm³)
- XEF 125 Competition (124,66 cm³)
- XEF 250 Trial (249,6 cm³)

#### Caballero
Caballero 700
- Scrambler 700

Caballero 500
- Rallye 500
- Scrambler 500
- Explorer 500
- Deluxe 500

Caballero 125
- Deluxe 125
- Scrambler 125
- Rally 125

#### Supermoto
- XM 50 Performance (48,9 cm³)
- XM 50  Competition (48,9 cm³)
- XMF 125 Performance (124,66 cm³)
- XMF 125  Competition (124,66 cm³)

#### Rallyeenduro
- XEF RALLY (450 cm³)

## Erfolge im Motorsport
- 2021, 2022 und 2023 erkämpften jeweils Fahrer auf Fantic-Motorrädern den Enduro-Weltmeistertitel in der Jugend-Klasse
- 2022 und 2023 gewann Jane Daniels auf einer Fantic die Frauen-Klasse in der Enduro-WM
- 2023 gewann Jed Etchells auf Fantic die Junioren-Wertung in der Enduro-WM

## Wissenswertes
Von Januar bis August 2023 hatte Fantic Motor einen Marktanteil von 4,5 % unter den Leichtkrafträdern in Deutschland.
Im August 2024 war die Fantic XMF 125 auf Platz 4 der am häufigsten in Deutschland zugelassenen Leichtkrafträder.
Zum 1. Januar 2025 waren in Deutschland 9195 Fantic-Krafträder zum Straßenverkehr zugelassen, was einem Anteil von 0,2 Prozent entspricht.